# Троїцький Сунгур
Троїцький Сунгур (рос. Троицкий Сунгур) — село в Новоспаському районі Ульяновської області Російської Федерації.
Населення становить 1399 осіб. Входить до складу муніципального утворення Троїцькосунгурське сільське поселення.

## Історія
Від 2004 року входить до складу муніципального утворення Троїцькосунгурське сільське поселення.

## Населення
| 2010 |
| ---- |
| 1399 |